# Oxigenato
Um oxigenato é um composto químico que contém oxigênio como parte de sua estrutura química. O termo normalmente refere-se a combustíveis oxigenados. Oxigenatos são normalmente empregados como aditivos para gasolina para reduzir a produção de monóxido de carbono que é criado durante a queima do combustível.

Os oxigenatos comumente usados são ou álcoois ou éteres:
- Álcoois:
  - Metanol (MeOH)
  - Etanol (EtOH)
  - Álcool isopropílico (IPA)
  - n-butanol (BuOH)
  - t-butanol de "grau gasolina" (GTBA)

- Éteres:
  - Éter metil-terc-butílico (MTBE)
  - Éter etil-terc-butílico (ETBE)